# Kapstadt-Stadion
Das Kapstadt-Stadion (englisch Cape Town Stadium, afrikaans Kaapstad-Stadion, Xhosa Inkundla yezemidlalo yaseKapa), seit 2021 DHL Stadium, ist ein Fußballstadion und Rugby-Union-Stadion in der südafrikanischen Stadt Kapstadt und wurde für die Fußball-Weltmeisterschaft 2010 erbaut. Es ersetzte das ehemalige Green-Point-Stadium, trug jedoch in der Zeit der Fußballweltmeisterschaft die Namen Green Point Stadium und Cape Town Stadium. Die Anlage liegt nur wenige hundert Meter von der Tafelbucht und dem Atlantischen Ozean entfernt. Momentan nutzen die Fußballclubs Ajax Cape Town und der Cape Town City FC sowie die Rugby-Union-Mannschaft Stormers das Stadion für ihre Heimspiele.

## Geschichte
Die Bauarbeiten für das Cape Town Stadium begannen im März 2007. Innerhalb von nur 33 Monaten konnte das Projekt von Murray and Roberts Holdings und WBHO für insgesamt 4,4 Mrd. R (500 Mio. Euro, 600 Mio. US-Dollar) fertiggestellt werden. Das Stadion bot zu Weltmeisterschaft maximal 68.000 Plätze. Nach der WM wurde das Platzangebot auf 55.500 reduziert und Fußballmannschaften aus der Stadt nutzen die Anlage für ihre Heimspiele. Während der Fußball-Weltmeisterschaft 2010 wurden hier einige Spiele, unter anderem ein Viertel- und ein Halbfinale, ausgetragen. Die neue Sportstätte ersetzt das bekannte Green-Point-Stadion mit 18.000 Plätzen im Stadtteil Green Point, direkt an der Victoria and Alfred Waterfront. Die offizielle Eröffnung des Cape Town Stadium fand am 14. Dezember 2009 statt. Das erste Fußballspiel bestritten am 23. Januar 2010 Ajax Cape Town und der FC Santos.
Während der Planungsphase gab es große Bedenken seitens der Anwohner und erhebliche Spannungen zwischen der Kapstädter Bürgermeisterin Helen Zille und dem Premier des Westkaps Ebrahim Rasool, der Zille vorwarf, den Bau zu gefährden; der Stadionneubau wurde jedoch anschließend genehmigt.
Seit der WM wird, z. B. von Gewerkschaftsseite, kritisiert, dass der defizitäre Unterhalt des Stadions die Steuerzahler jährlich Millionen koste – die Betreiber bedauern ihrerseits, dass es vor einem Umzonungsprozess nicht möglich sei, darin Geschäftsräume zu führen. Der Gewerkschaftsverbund Cosatu fordert, die Sportstätte in Kapstadt, deren Betrieb und Unterhalt seit der Fertigstellung mit rund 30 Mio. € zu Buche schlägt, in Sozialwohnungen umzuwandeln – es wird sogar der Ruf laut, den ‚weißen Elefanten‘ wieder abzureißen.
Um das Stadion rentabler zu machen, sucht die Stadt einen Namenssponsor. Die Stadt hatte ein Unternehmen beauftragt, das eine Auktion über den zukünftigen Namen durchführt.
Am 7. Februar 2020 traten im Stadion Roger Federer und Rafael Nadal zu einem Tennisspiel für den guten Zweck gegeneinander an. Es war die sechste Partie dieser Art, aber die erste auf afrikanischem Boden. Die Veranstaltung brachte 3,5 Mio. US-Dollar (etwa 54 Mio. R) ein. Der gesamte Nettoerlös ging an die Roger Federer Foundation, um die Bildung im ländlichen Südafrika zu unterstützen. Im Kapstadt-Stadion versammelten sich 51.954 Besucher. Dies ist neuer Zuschauerweltrekord für ein Tennisspiel. Federer gewann mit 6:4, 3:6 und 6:3.
Das Kapstadt-Stadion soll 162 neue V.I.P.-Logen, zu den 78 vorhandenen, erhalten. Dies ist die größte Investition seit der Eröffnung und soll zur Kostendeckung des Stadions beitragen. Die Bauarbeiten sollen bis zum Februar 2021 abgeschlossen sein. Im Januar 2020 feierte der Bau sein zehnjähriges Jubiläum. Seit der Einweihung schreibt das WM-Stadion rote Zahlen. Aus diesem Grund wurde auch ein neuer Geschäftsplan aufgestellt. Zusätzlich soll die verfügbare Fläche im Stadion umgestaltet werden, auf den insgesamt 3.500 m² sollen Geschäfte und Einzelhandel entstehen. Im Ganzen werden 15 Mio. Euro investiert werden. Darüber hinaus wird weiterhin versucht, für das Stadion einen Sponsor zu finden. Seit Bestehen ist die Anlage ohne Namensgeber. Es gibt drei Interessenten. Der Betreiber soll etwa 1,2 Mio. Euro dafür erhalten. Trotz dessen ist das Stadion auf Zuschüsse der Stadt angewiesen. Jährlich bezuschusst die Stadt den rund 500 Mio. Euro teuren Bau mit fast vier Mio. Euro.
Am 30. Oktober 2020 wurde bekanntgegeben, dass das Logistikunternehmen DHL ab dem 1. Januar 2021 Namenssponsor des WM-Stadions in Kapstadt wird. Der Vertrag hat eine Laufzeit von vier Jahren mit einer möglichen Verlängerung. Jährlich zahlt DHL dafür elf Mio. Rand (rund 590.000 Euro).

## Altes Green-Point-Stadion

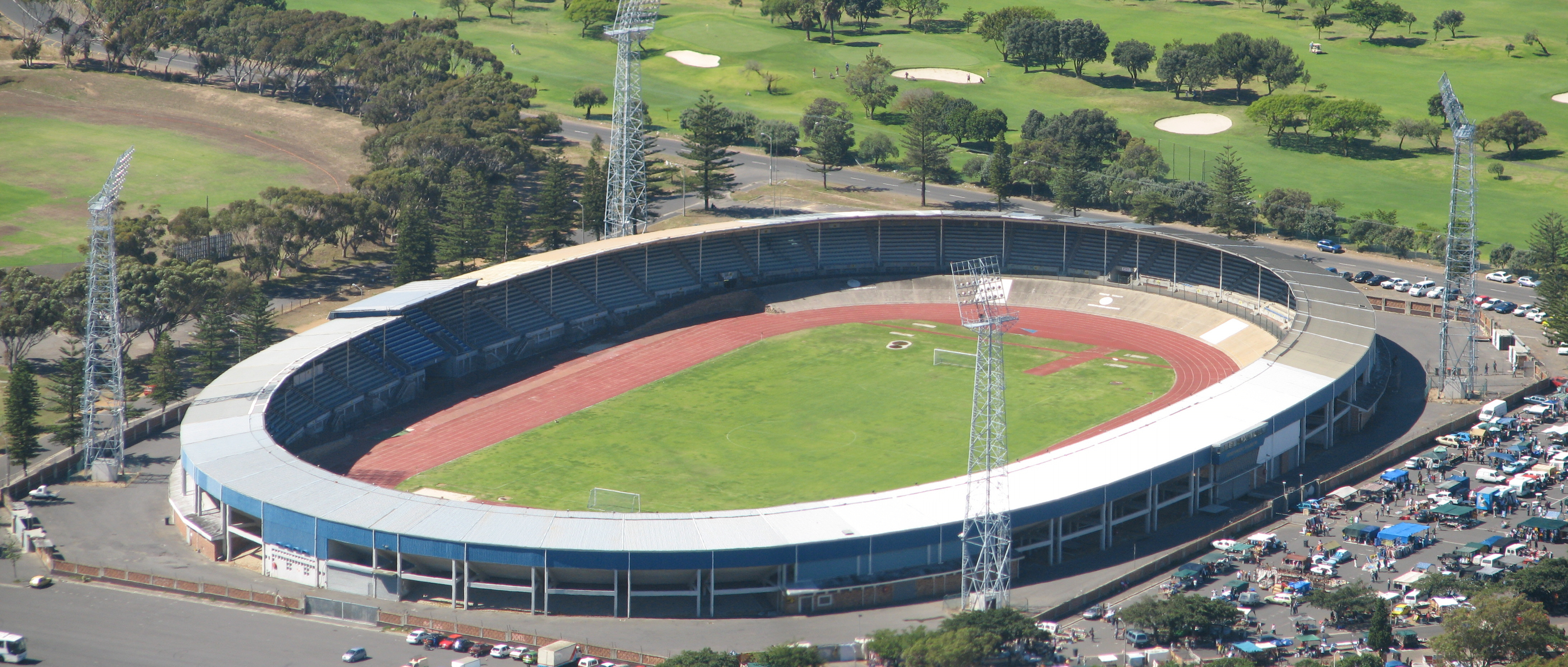
Green-Point-Stadion vor dem Abriss

Das alte Green-Point-Stadion (englisch Green Point Stadium oder afrikaans Groenpunt-stadion) war ein Fußballstadion mit Leichtathletikanlage an selber Stelle. Es hatte 18.000 Plätze und war das Heimstadion des Santos Football Club. Außer Sportereignissen fanden dort auch Konzerte statt, so z. B.:
- Im November 2003 das 46664[12] AIDS-Musikfestival der Nelson-Mandela-Stiftung, u. a. mit den Eurythmics, Peter Gabriel und Bob Geldof.[13][14][15][16]
- Im März 2006 das Coca-Cola Colab Massive Mix Festival, u. a. mit Metallica und Fatboy Slim

## Spiele der Fußball-Weltmeisterschaft 2010 in Kapstadt

### Gruppenspiele
- Gruppe A – 11. Juni 2010, 20:30 Uhr:  Uruguay –  Frankreich 0:0
- Gruppe F – 14. Juni 2010, 20:30 Uhr:  Italien –  Paraguay 1:1 (0:1)
- Gruppe C – 18. Juni 2010, 20:30 Uhr:  England –  Algerien 0:0
- Gruppe G – 21. Juni 2010, 13:30 Uhr:  Portugal –  Nordkorea 7:0 (1:0)
- Gruppe E – 24. Juni 2010, 20:30 Uhr:  Kamerun –  Niederlande 1:2 (0:1)

### Achtelfinale
- 29. Juni 2010, 20:30:  Spanien –  Portugal 1:0 (0:0)

### Viertelfinale
- 3. Juli 2010, 16:00 Uhr:  Argentinien –  Deutschland 0:4 (0:1)

### Halbfinale
- 6. Juli 2010, 20:30 Uhr:  Uruguay –  Niederlande 2:3 (1:1)